# Tabalong
Tabalong (indonez. Kabupaten Tabalong) – kabupaten w indonezyjskim Borneo Południowym. Jego ośrodkiem administracyjnym jest Tanjung.
Kabupaten ten leży w północnej części prowincji. Od wschodu graniczy z Borneo Wschodnim, a od zachodu z Borneo Środkowym.
W 2010 roku kabupaten ten zamieszkiwało 218 620 osób, z czego 56 833 stanowiła ludność miejska, a 161 787 ludność wiejska. Mężczyzn było 111 086, a kobiet 107 534. Średni wiek wynosił 26,3 lat.
Kabupaten ten dzieli się na 12 kecamatanów:
- Banua Lawas
- Bintang Ara
- Haruai
- Jaro
- Kelua
- Muara Harus
- Muara Uya
- Murung Pudak
- Pugaan
- Tanjung
- Tanta
- Upau